# Ludwig Schleiermacher
Ludwig Johann Schleiermacher (* 28. Mai 1785 in Darmstadt; † 13. Februar 1844 ebenda) war ein deutscher Physiker und Oberbaudirektor.

## Leben
Ludwig Johann Schleiermacher wurde im Mai 1785 als ältester Sohn von Ernst Schleiermacher und dessen Ehefrau Henriette von Hesse in Darmstadt geboren (Bruder: Andreas Schleiermacher). Sein Vater war seit Dezember 1779 Kabinettssekretär am Hof des Darmstädter Großherzogs. In dieser Funktion war er maßgeblich am Aufbau der Kunst- und Naturaliensammlungen in Darmstadt beteiligt.
Ludwig Schleiermacher war der Patensohn von Ludwig I. (Hessen-Darmstadt). Er besuchte das Ludwig-Georgs-Gymnasium in Darmstadt und studierte anschließend Naturlehre und Rechtswissenschaft an der Universität Gießen. Ausgestattet mit einem Stipendium seines Patenonkels konnte er noch zwei Jahre die Universitäten in Göttingen und Paris besuchen. Von 1806 bis 1823 war Ludwig Schleiermacher Lehrer für Mathematik und Physik am Pädagog, dem altsprachlichen Gymnasium in Darmstadt. 1808 wurde ihm die Leitung des Physikalischen Kabinetts des Großherzogs übertragen. Hierbei handelte es sich um eine umfangreiche Sammlung physikalischer Geräte, die Ludwig I. seit 1778 zusammengetragen hatte. Schleiermacher, dessen besondere Liebe der Optik galt, baute das Physikalische Kabinett systematisch auf. Er hat zahlreiche Modelle und Geräte selbst gebaut. 
Schleiermacher führte im Oktober 1808 zusammen mit seinem Freund Regierungsrat Christian Eckhardt, dem „Vater der hessischen Geodäsie“, die erste hessische Basismessung von Darmstadt nach Griesheim durch. Diese Vermessung wurde zur Grundlage der topografischen Karten in Hessen. Schleiermacher gilt daher neben Eckhardt als „Vater der hessischen Basisvermessung“.
Es folgte die Ernennung zum Hofkammerrat. 1832 wurde er Geheimer Oberbaurat. 1835 folgte er seinem Vater in der Leitung des Museums des Großherzogs Ludwig II. (Hessen-Darmstadt). Dieses Amt übte er bis zu seinem Tod im Jahre 1844 aus. Seit 1838 war Direktor der Oberbaudirektion. 
Ludwig Johann Schleiermacher zählt zu den Mitinitiatoren der Höheren Gewerbeschule in Darmstadt, einer Vorgängereinrichtung der späteren TH Darmstadt. Mit seinen populärwissenschaftlichen Vorträgen für die interessierte Öffentlichkeit, die er von 1808 bis 1837 abhielt, erwarb er sich hohes Ansehen in seiner Heimatstadt.
Ludwig Schleiermacher starb im Februar 1844 an den Folgen einer Lungenentzündung in seiner Heimatstadt. Er war seit 1812 mit Wilhelmine Magarethe Lichthammer (1790–1813) und ab 1814 mit Caroline Christiane Mauerer (1796–1882) verheiratet. Aus der Ehe sind zwei Töchter und der Sohn Heinrich August Schleiermacher hervorgegangen.

## Ehrungen
- 1837 Ehrendoktorwürde der Philosophischen Fakultät der Universität Gießen
- 1843: Kommandeurkreuz 2. Klasse des Ludwigs-Ordens

## Werke
- Analytische Optik, 1842.
- Analytische Optik. neu aufgelegt: Nabu Press, 2011. ISBN 1270730274.